# 沙勒钦
沙勒钦（阿拉伯语：‎，Salqin）是叙利亚伊德利卜省的一座城鎮，位於奥龙特斯河沿岸，2004年人口23700。該地遜尼派穆斯林居民居多，另也存在一個小型阿拉维派社區。